# Pachytriton archospotus
Pachytriton archospotus är en groddjursart som beskrevs av Shen, Shen och Mo 2008. Pachytriton archospotus ingår i släktet Pachytriton och familjen vattensalamandrar. Inga underarter finns listade i Catalogue of Life.